# Ray William Johnson
Ray William Johnson (ur. 14 sierpnia 1981 w Oklahoma City) – amerykański aktor i komik, osobowość internetowa, popularny dzięki jednemu z najczęściej subskrybowanych vlogów w serwisie YouTube pod tytułem =3 (czyt. Equals Three).

## Equals Three
Equals Three był vlogiem, gdzie w każdym odcinku Johnson przedstawiał, poddawał pod krytykę oraz komentował trzy filmy wideo z serwisu YouTube. W jego filmach pojawiały się również postacie ze świata kultury oraz ich komentarze, m.in.: Robin Williams, Kal Penn, Margaret Cho i John Cho czy Jason Biggs.
We wrześniu 2012 Equals Three stał się najczęściej subskrybowanym kanałem na YouTube. Johnson znajdował się również na szczycie rankingu użytkowników serwisu YouTube pod względem zarobków z reklam ze swoich filmów.
12 marca 2014 Johnson opublikował swój ostatni odcinek Equals Three. Zakończył tym samym po pięciu latach pracę z programem, by móc zająć się innymi projektami. Przeprowadził casting na nowego prowadzącego, który wygrał wówczas 20-letni Robby Motz. Pierwszy odcinek show z nowym gospodarzem pojawił się na kanale Raya Williama Johnsona 16 lipca 2014.